# فانديتانيب
فانديتانيب (Vandetanib)، الذي يباع تحت الإسم التجاري كابريلسا (Caprelsa)، هو دواء مضاد للسرطان يستخدم لعلاج نوع من سرطان الغدة الدرقية، و تحديدًا سرطان الغدة الدرقية النخاعي.  حيث يعمل على إطالة عمر المريض قبل أن يتفاقم المرض.  و يعطى عن طريق الفم. 
تشمل الآثار الجانبية الشائعة لهذا العقار على: حب الشباب، و ارتفاع ضغط الدم، و الصداع، وانخفاض الكالسيوم، و انخفاض نسبة السكر في الدم، و الإسهال.  إضافة إلى ذلك، تشمل الآثار الجانبية الأخرى:إطالة فترة QT، و حساسية الشمس ، و تساقط الشعر، و التورم، و رواسب القرنية.   أما استخدامه أثناء الحمل أو الرضاعة الطبيعية فقد يؤدي إلى الإضرار بالطفل.  و يعمل كمثبط للكيناز، بشكل أساسي لمستقبل عامل نمو بطانة الأوعية الدموية 2 (VEGFR2) و مستقبل عامل نمو البشرة (EGFR). 
تمت الموافقة على الفانديتانيب للاستخدام الطبي في الولايات المتحدة في عام 2011.  في المملكة المتحدة، يكلف الهيئة الصحية الوطنية 5000 جنيه إسترليني شهريًا اعتبارًا من عام 2020.  في الولايات المتحدة، تبلغ تكلفة هذا المقدار حوالي 16000 دولار أمريكي اعتبارًا من عام 2021؛  بينما تبلغ تكلفته في كندا حوالي 5900 دولار كندي شهريًا اعتبارًا من عام 2017. 